# Neoantistea coconino
Espèce
Neoantistea coconino est une espèce d'araignées aranéomorphes de la famille des Hahniidae.

## Distribution
Cette espèce est endémique des États-Unis.  Elle se rencontre en Arizona et au Colorado.

## Description
Le mâle décrit par Opell et Beatty en 1976 mesure 3,80 mm.

## Étymologie
Son nom d'espèce lui a été donné en référence au lieu de sa découverte, le comté de Coconino.

## Publication originale
- Chamberlin & Ivie, 1942 : A hundred new species of American spiders. Bulletin of the University of Utah, vol. 32, no 13, p. 1-117.